# Жан-П'єр Раффарен
Жан-П'єр Раффаре́н (фр. Jean-Pierre Raffarin; нар. 3 серпня 1948) — консервативний політик, прем'єр-міністр Франції з 2002 по 2005, за президента Жака Ширака. Призначений після перемоги Ширака на президентських виборах 2002. Представляв партію Союз за президентську більшість Франції. 31 березня 2004 сформував новий уряд.
Після провалу проєкту Європейської конституції на референдумі Раффарен пішов у відставку 31 травня 2005. Згідно з опитуваннями громадської думки, Раффарен є одним з найпопулярніших французьких політиків з часів заснування П'ятої республіки (1958). Його критикували за безпідставний оптимізм і шапкозакидацькі афоризми (так звані раффарінади).